# Anne Sofie von Otter

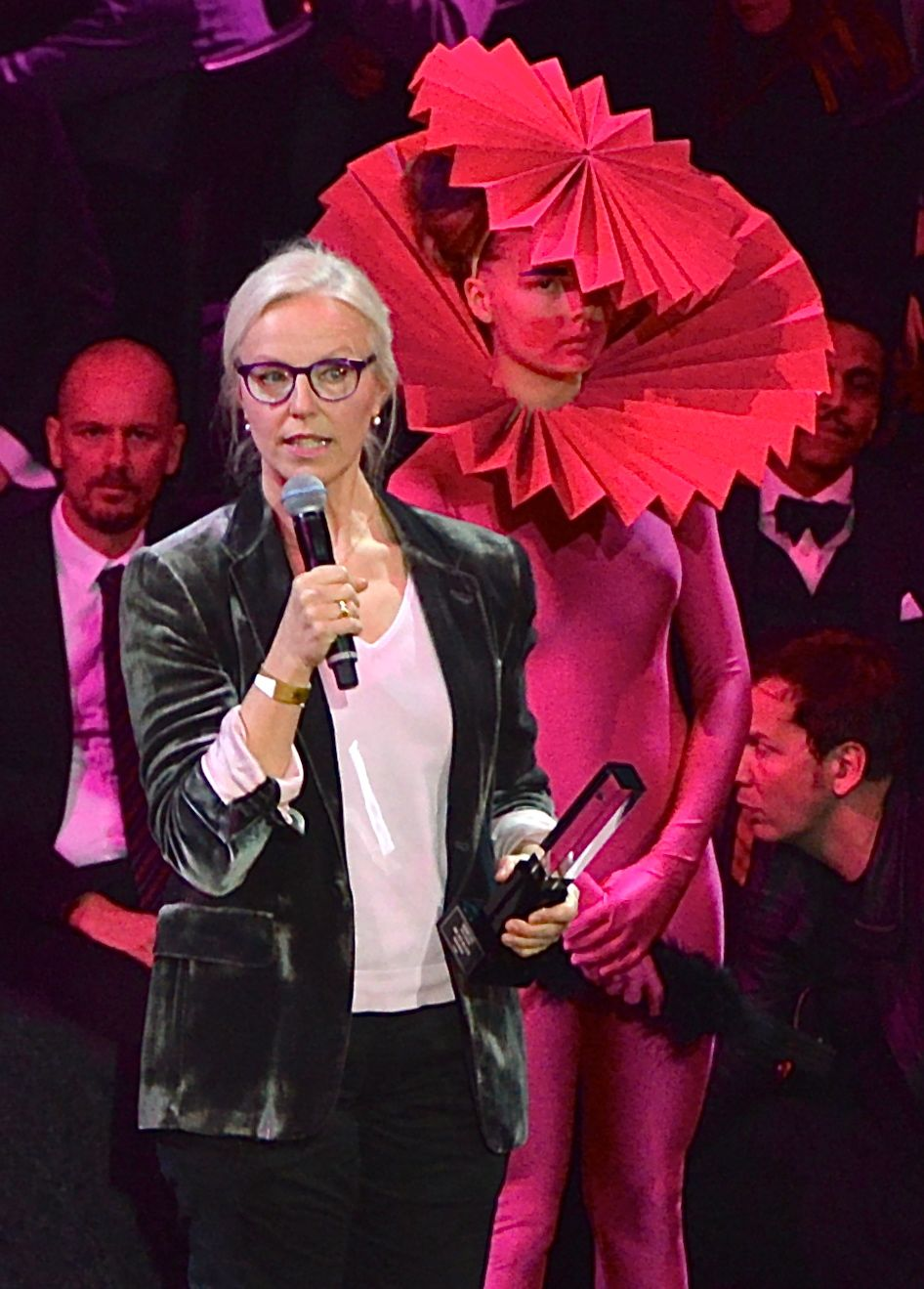
Anne Sofie von Otter tar emot grammispriset för Årets klassiska på Grammisgalan på Cirkus, Stockholm den 20 februari 2013.

Anne Sofie von Otter, född 9 maj 1955 i Stockholm, är en svensk opera- och konsertsångerska (mezzosopran). Hon utsågs till hovsångerska 1995.

## Biografi
Anne Sofie von Otter är dotter till diplomaten Göran von Otter i släkten von Otter samt syster till Birgitta von Otter och Casten von Otter. Hon växte upp i Stockholm, Bonn och London och studerade på Musikhögskolan i Stockholm och Guildhall School of Music and Drama i London.
Hon var från 1989 gift med teaterdirektören Benny Fredriksson fram till hans död i mars 2018. De har två barn.

## Sångarkarriär
Anne Sofie von Otter var under 1983–1985 engagerad av Basel-operans ensemble där hon 1983 gjorde sin operadebut som Alcina i Haydns Orlando paladino. Hon fortsatte med roller som Dorabella i Così fan tutte och Sesto i La clemenza di Tito, båda av Wolfgang Amadeus Mozart. Andra viktiga roller var Hänsel i Hänsel und Gretel av Engelbert Humperdinck och Clairon i Capriccio av Richard Strauss.
Hon debuterade på Covent Garden 1985 och på La Scala 1987. Metropolitan-debuten 1988 var som Cherubino i Mozarts Figaros bröllop.
Rollen som Oktavian i Richard Strauss Rosenkavaljeren har von Otter sjungit i åtta operahus på tre kontinenter, med föreställningar i Stockholm, München, London, Paris, Wien, Chicago, New York och i Japan. I den rollen medverkar hon också i en cd från 1992 med Bernard Haitink som dirigent och i en dvd från 1994 med Carlos Kleiber som dirigent.
De följande åren följde fortsatta operaroller av Mozart, Händel och Monteverdi.
På konsertrepertoaren har musik av Mahler, Brahms, Grieg, Schubert, Wolf och Sibelius varit framträdande. Sedan 1980 samarbetar hon med pianisten Bengt Forsberg som varit hennes ackompanjatör vid ett stort antal konserter och inspelningar.
Dirigenter hon har arbetat med är bland annat Georg Solti, Claudio Abbado och John Eliot Gardiner.
von Otter har sjungit Brangäne i Wagners Tristan och Isolde i London, Waltraute i Ragnarök i Stockholm, Salzburg och Aix-on-Provence och sjunger denna roll 2014 på Deutsche Oper i Berlin. Hon turnerade 2013 med Wagners Wesendonck-Lieder på programmet..

### Ett urval av inspelade verk
Tillsammans med Elvis Costello gav Anne Sofie von Otter 2001 ut For the Stars, ett album i popgenren som belönades med det holländska musikpriset Edison Award.
Under 2006 kom I Let the Music Speak, ett andra album i popgenren med musik av Benny Andersson och Björn Ulvaeus från deras tid i Abba.
Året därpå gav hon ut albumet Terezín/Theresienstadt med musik som skrivits av kompositörer som satt fängslade i nazisternas koncentrationsläger i Theresienstadt innan de transporterades till dödslägret i Auschwitz. Hon har förklarat att materialet har speciell personlig betydelse för henne eftersom hennes far Göran von Otter, som var svensk diplomat i Berlin under andra världskriget, förgäves försökt få Utrikesdepartementet att reagera på den information som han fått från Kurt Gerstein om de nazistiska dödslägren.

## Priser och utmärkelser
- 1993 – Ledamot nr 883 av Kungliga Musikaliska Akademien
- 1995 – Hovsångare
- 1996 – Grammis, ”Årets klassiska album” för Wings in the Night (med Bengt Forsberg)
- 1997 – Spelmannen
- 1999 –  Medaljen Litteris et Artibus
- 2002 – Medaljen för tonkonstens främjande
- 2003 – Schockpriset i musikkategorin
- 2004 – Musikexportpriset
- 2004 – Grammis, ”Årets klassiska solo” för Watercolours
- 2008 – Grammis för ”Årets klassiska” (med Bengt Forsberg)
- 2008 – Årets svensk i världen
- 2010 – Natur & Kulturs kulturpris
- 2011 –  Kommendör av Arts et Lettres-orden för sina insatser för fransk musik
- 2011 – Frankfurter Musikpreis
- 2013 – Grammis för ”Årets klassiska”
- 2015 – Grammy för albumet Douce France i kategorin "Best Classical Album"[7]

## Diskografi

### Lieder och sånger
- 1989 – Lieder by Wolf and Mahler med Ralf Gothoni (piano) (Deutsche Grammophon)
- 1991 – Brahms: Lieder med Bengt Forsberg (piano) (Deutsche Grammophon)
- 1993 – Grieg: Sånger med Bengt Forsberg (piano) (Deutsche Grammophon)
- 1994 – Alban Berg: Sieben frühe Lieder med Bengt Forsberg (piano) (Deutsche Grammophon)
- 1994 – Händel: Marian Cantatas and Arias med Musica Antiqua Köln/Reinhard Goebel (Archiv)
- 1994 – Kurt Weill: Speak Low: Songs by Kurt Weill med NDR-Sinfonieorchester/John Eliot Gardiner (Deutsche Grammophon)
- 1994 – Brahms/Schumann med Barbara Bonney, Kurt Streit, Olaf Bär, Helmut Deutsch och Bengt Forsberg (piano) (EMI)
- 1994 – Love's Twilight – Late Romantic Songs by Berg, Korngold & Strauss med Bengt Forsberg (piano) (Deutsche Grammophon)
- 1995 – Hector Berlioz: Mélodies med Cord Garben (piano) och Les nuits d'été med Berliner Philharmoniker/James Levine (Deutsche Grammophon)
- 1995 – Schumann: Frauenliebe und -leben med Bengt Forsberg (piano) (Deutsche Grammophon)
- 1995 – Mozart – Haydn: Songs & Canzonettas med Melvyn Tan (fortepiano) (Archiv)
- 1995 – Sibelius: Anne Sofie von Otter sings Sibelius med Bengt Forsberg (piano) (BIS)
- 1995 – Hugo Wolf: Spanisches Liederbuch med Olaf Bär och Geoffrey Parsons (piano) (EMI)
- 1995 – Alban Berg: 7 frühe Lieder & Der Wein med Wiener Philharmoniker/Claudio Abbado (Deutsche Grammophon)
- 1996 – Wings in the Night – svenska sånger med Bengt Forsberg (piano) (Deutsche Grammophon)
- 1996 – La Bonne chanson – franska kammarsånger med Bengt Forsberg (piano) med flera (Deutsche Grammophon)
- 1996 – Mahler & Zemlinsky Lieder NDR-Sinfonieorchester/John Eliot Gardiner (Deutsche Grammophon)
- 1996 – Ingvar Lidholm: Songs and Chamber Music med Edsbergs Stråkorkester/Björn Sjögren (Caprice Records)
- 1997 – Operaarior av Mozart, Haydn och Gluck med The English Concert/Trevor Pinnock (Archiv)
- 1997 – Schubert: Lieder med Bengt Forsberg (piano) (Deutsche Grammophon)
- 1998 – The Artist’s Album  (Deutsche Grammophon)
- 1998 – Lamenti – musik av Bertali, Legrenzi, Monteverdi, Piccinini, Purcell och Vivaldi med Musica Antiqua Köln/Reinhard Goebel (Archiv)
- 1999 – Mahler: Des Knaben Wunderhorn med Thomas Quasthoff och Berliner Philharmoniker/Claudio Abbado (Deutsche Grammophon)
- 1999 – Erich Korngold: Rendezvous med Korngold med Bengt Forsberg (piano) & vänner (Deutsche Grammophon)
- 2000 – Folksongs med Bengt Forsberg (piano) (Deutsche Grammophon)
- 2001 – Lieder von Beethoven, Meyerbeer och Spohr med Melvyn Tan (piano) (Archiv)
- 2001 – Cécile Chaminade: Mots d’amour, med Bengt Forsberg, Peter Jablonski och Nils-Erik Sparf
- 2002 – Offenbach: Anne Sofie von Otter sings Offenbach Arias and Scenes med Les Musiciens du Louvre/Marc Minkowski (Deutsche Grammophon)
- 2002 – Schönberg: Gurre-Lieder med Berliner Phiharmoniker/Simon Rattle (EMI)
- 2003 – Schubert: Lieder i orkestrering av olika tonsättare med Thomas Quasthoff och Chamber Orchestra of Europe/Claudio Abbado (Deutsche Grammophon)
- 2004 – Watercolours – musik av Lars-Erik Larsson, Hugo Alfvén, Ture Rangström med flera med Bengt Forsberg (piano) (Deutsche Grammophon)
- 2004 – Maurice Ravel: Shéhérazade med Cleveland Orchestra/Pierre Boulez (Deutsche Grammophon)
- 2005 – Mahler: Kindertotenlieder med Wiener Philharmoniker/Pierre Boulez (Deutsche Grammophon)
- 2005 – Music for a While – Baroque Melodies med Jakob Lindberg, Anders Ericson och Jory Vinikour (Deutsche Grammophon)
- 2006 – Reflection sånger av Clara Schumann, med Hélène Grimaud (Deutsche Grammophon)
- 2008 – Verk av Laci Boldemann, Hans Gefors, Anders Hillborg med Göteborgs Symfoniker/Kent Nagano (Deutsche Grammophon)
- 2009 – Bach: Alto and Soprano Arias from Cantatas and Oratorios med Concerto Copenhagen/Lars Ulrik Mortensen (Archiv)
- 2010 – Ombre de mon amant – franska barockarior med Les Arts Florissants/William Christie (Deutsche Grammophon)
- 2011 – Berlioz: Les nuits d'été / Harold en Italie. Les Musiciens du Louvre-Grenoble. Dir. Marc Minkowski (Naive)
- 2012 – A Summer’s Day – Swedish Romantic Songs av Erik Gustaf Geijer, Franz Berwald, Adolf Fredrik Lindblad med flera Bengt Forsberg, piano, Fredrik Zetterström, baryton (BIS)
- 2012 – Sogno Barocco / Baroque Dream med Sandrine Piau, Susanna Sundberg och Cappella Mediterranea/Leonardo Garcia Alarcón (Naive)

### Kompletta operor
- 1987 – Claudio Monteverdi, L'Orfeo. The English Baroque Soloists Dir. John Eliot Gardiner (Archiv)
- 1988 – Tjajkovskij, Eugen Onegin. Staatskapelle Dresden. Dir. James Levine (Deutsche Grammophon)
- 1989 – Gluck, Orphée et Eurydice. Dir. John Eliot Gardiner (EMI)
- 1989 – Henry Purcell, Dido and Aeneas. The English Concert. Dir. Trevor Pinnock (Archiv)
- 1990 – Gluck, Iphigénie en Aulide. Dir. John Eliot Gardiner (Erato)
- 1990 – Engelbert Humperdinck, Hänsel und Gretel. Sinfonieorchester Des Bayerischen Rundfunks. Dir. Jeffrey Tate (EMI)
- 1991 – Richard Strauss, Der Rosenkavalier. Dir. Bernard Haitink (EMI)
- 1991 – Mozart, Idomeneo. The English Baroque Soloists. Dir. John Eliot Gardiner (Archiv)
- 1992 – Mozart, Le Nozze di Figaro. The Metropolitan Opera Orchestra. Dir. James Levine (Deutsche Grammophon)
- 1993 – Mozart, La clemenza di Tito. The English Baroque Soloists. Dir. John Eliot Gardiner (Archiv)
- 1995 – Richard Strauss, Der Rosenkavalier. Dir. Carlos Kleiber (Deutsche Grammophon)
- 1996 – Béla Bartók, Bluebeard's Castle. Dir. Bernard Haitink (EMI)
- 1996 – Claudio Monteverdi, L'incoronazione di Poppea. The English Baroque Soloists. Dir. John Eliot Gardiner (Archiv)
- 1996 – Mozart, Così fan tutte. Dir. Georg Solti (Decca)
- 1997 – Händel, Agrippina Dir. John Eliot Gardiner (Philips)
- 1997 – Jules Massenet, Werther. Dir. Kent Nagano (Elektra)
- 1997 – Rachmaninov, Aleko Dir. Neeme Järvi (Deutsche Grammophon)
- 1997 – Händel, Ariodante. Les Musiciens du Louvre. Dir. Marc Minkowski (Archiv)
- 1998 – Berlioz, La Damnation de Faust Philharmonia Orchestra. Dir. Myung-Whun Chung (Deutsche Grammophon)
- 1999 – Stravinskij, The Rake's Progress. London Symphony Orchestra Dir. John Eliot Gardiner (Deutsche Grammophon)
- 2000 – Sven-David Sandström, Staden. Kungliga hovkapellet. Dir. Leif Segerstam (Caprice CAP 22033; Not for sale, promotion only)
- 2001 – Richard Strauss, Ariadne auf Naxos. Staatskapelle Dresden. Dir. Giuseppe Sinopoli (Deutsche Grammophon)
- 2002 – Händel, Hercules. Les Musiciens du Louvre. Dir.Marc Minkowski (Archiv)
- 2003 – Händel, Giulio Cesare Les Musiciens du Louvre. Dir. Marc Minkowski (Archiv)
- 2003 – Bizet, Carmen. Dirigent Philippe Jordan (Opus Arte OA0868, dvd. Även som cd, Glyndebourne GFOCD01602)
- 2004 – Händel, Serse. Dir. William Christie (Virgin Classics)
- 2014 – Mozart, Le nozze di Figaro. Dir. James Levine (Deutsche Grammophon)

### Oratorier, symfonier med mera
- 1987 – Bach: Juloratoriet med The English Baroque Soloists/John Eliot Gardiner (Archiv)
- 1988 – Händel: Messias med Sylvia McNair, Michael Chance, Jerry Hadley och Robert Lloyd, med the Academy of St. Martin in the Fields/Neville Marriner
- 1989 – Bach: Juloratoriet med The English Concert/Trevor Pinnock (Archiv)
- 1989 – Bach: Matteuspassionen med The English Baroque Soloists/John Eliot Gardiner (Archiv)
- 1990 – Mozart: Requiem med Barbara Bonney och The English Baroque Soloists/John Eliot Gardiner (Philips)
- 1991 – Mozart: Stora c-mollmässan med Barbara Bonney och The English Baroque Soloists/John Eliot Gardiner (Philips)
- 1991 – Schubert:  Rosamunde  med Chamber Orchestra of Europe/Claudio Abbado (Deutsche Grammophon)
- 1995 – Mahler: Symfoni nr 8 med Berliner Philharmoniker/Claudio Abbado (Deutsche Grammophon)
- 1995 – Beethoven: Symfoni nr 9 med Luba Orgonasova, Anthony Rolfe Johnson, Gilles Cachemaille, Monteverdi-kören och Orchestre Revolutionaire et Romantique/John Eliot Gardiner (Archiv)
- 2003 – Mahler: Symfoni nr 3, Wiener Philharmoniker/Pierre Boulez (Deutsche Grammophon)
- 2006 – Elgar: The Dream of Gerontius med Alastair Miles, David Rendall och London Symphony Orchestra/Colin Davis (LSO)
- 2011 – Händel Arias (Deutsche Grammophon)

### Övrig musik
- 1999 – Home for Christmas (Deutsche Grammophon)
- 2001 – For the Stars med Elvis Costello (Deutsche Grammophon)
- 2006 – I Let the Music Speak – Abba-sånger (Deutsche Grammophon)
- 2007 – Terezín/Theresienstadt med musik komponerad av offer för förintelsen, Bengt Forsberg (piano), Christian Gerhaher, Gerold Huber (piano) med flera (Deutsche Grammophon)
- 2010 – Love Songs med Brad Mehldau (Naive, 2 cd)